# Anni Lautner
Anni Lautner (geboren im 20. Jahrhundert) ist eine ehemalige deutsche Hockeyspielerin.

## Werdegang
Anni Lautner stammt aus Würzburg. Da sie sich sehr für den Hockeysport interessierte und Würzburg mit dem Sportverein Würzburger Kickers über eine der in den 1950er Jahren im Feldhockey führenden deutschen Mannschaften verfügte, wurde sie Mitglied in der Hockey-Abteilung der Würzburger Kickers. Da sie hervorragende Leistungen erbrachte, wurde sie bald Stammspielerin in der ersten Mannschaft, mit der sie insgesamt drei Mal Deutsche Meisterin im Feldhockey wurde, zunächst 1952, dann wieder 1953 und schließlich 1955.
Für den Gewinn der Deutschen Meisterschaft der Damen im Feldhockey 1955 wurden sie und die Würzburger Mannschaft am 23. Oktober 1955 von Bundespräsident Theodor Heuß mit dem Silbernen Lorbeerblatt ausgezeichnet.
Anni Lautner wurde außerdem 1953 fünf Mal in die Deutsche Frauenhockeynationalmannschaft berufen.